# 奇格尼克湖 (阿拉斯加州)
奇格尼克湖（英語：Chignik Lake）是位於美國阿拉斯加州湖泊-半島自治市鎮的一個非建制地區和人口普查指定地區。根據2010年美國人口普查，該地人口為73人，而該地的面積約為56.70平方千米。

## 地理
奇格尼克湖的座標為56°16′10″N 158°46′54″W / 56.26944°N 158.78167°W，而該地的平均海拔高度為4米（即13英尺）。